# 1743
سنة 1743 هي سنة بسيطة بدأت يوم الثلاثاء حسب التقويم الغريغوري ويوم السبت حسب التقويم اليولياني الأقصر بأحد عشر يوما.

## أحداث
- 10 أغسطس: تأسيس مدينة سان لورينزو، إكوادور [الإنجليزية] على يد بيدرو فيسنتي مالدونادو وتقع حاليا في الإكوادور.
- حصار نادر شاه للموصل في الفترة ما بين 13 سبتمبر و20 أكتوبر.
- نهاية الحرب الروسية السويدية في 1743 والتي بدأت في 1741.

## مواليد
- أنطوان لافوازييه
- إدموند كارترايت
- توماس جفرسون
- توماس جيفرسون

## وفيات
- سبنسر كومبتون